# 1355 Magoeba
1355 Magoeba este o planetă minoră (asteroid), cu un diametru de 4,276 km, din centura de asteroizi. A fost descoperită pe 30 aprilie 1935 la Union Observatory⁠(d) de Cyril Jackson. 
Obiectul prezintă o orbită caracterizată de o semiaxă mare de 1,853454 UAi, o excentricitate de 0,044608, o înclinație de 22,8274 ° în raport cu ecliptica.